# ازمور
ازمور (به فرانسوی: Azemmour) یک شهر در مراکش است که در دکاله عبده واقع شده‌است.

## نگارخانه

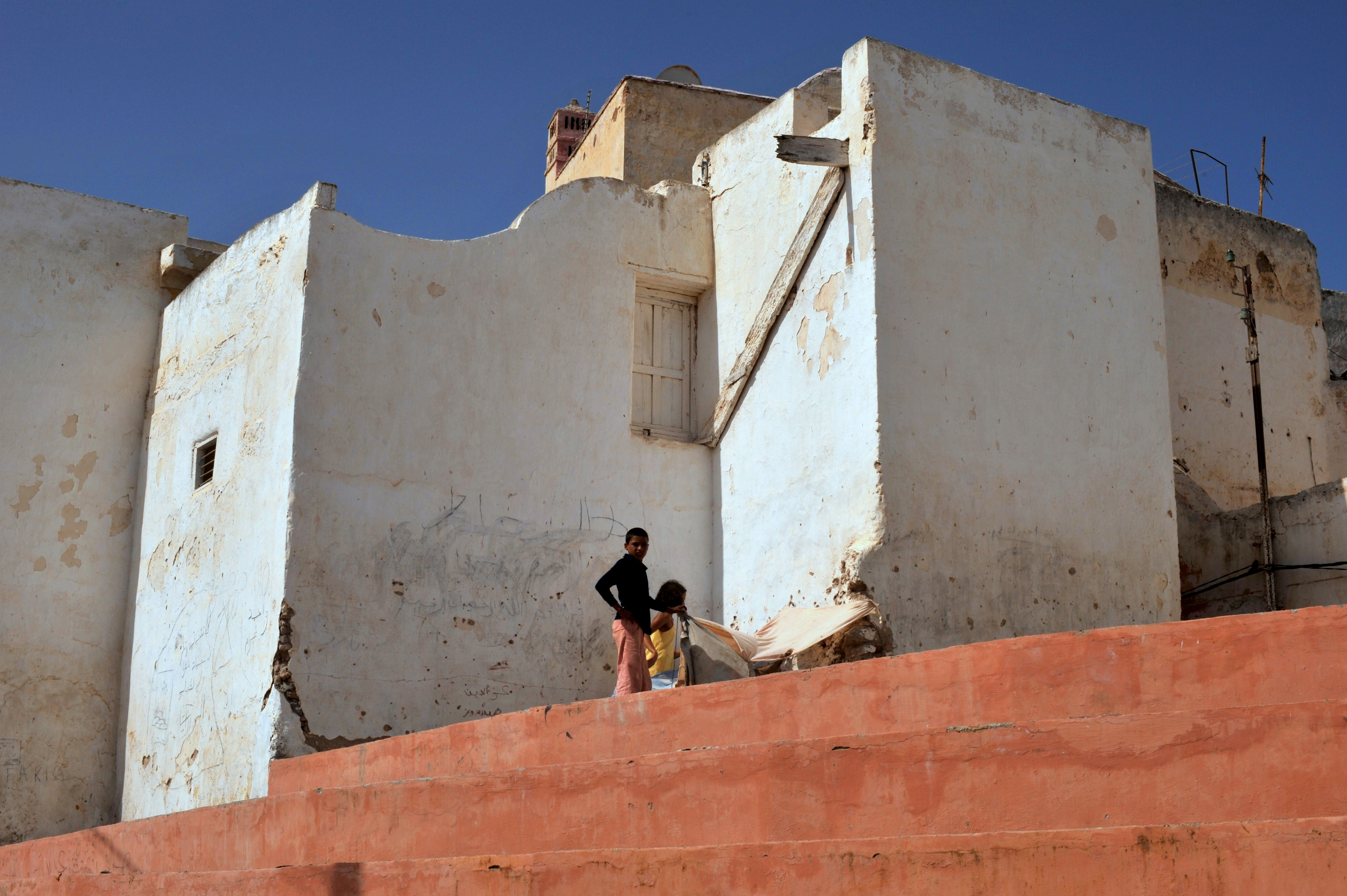
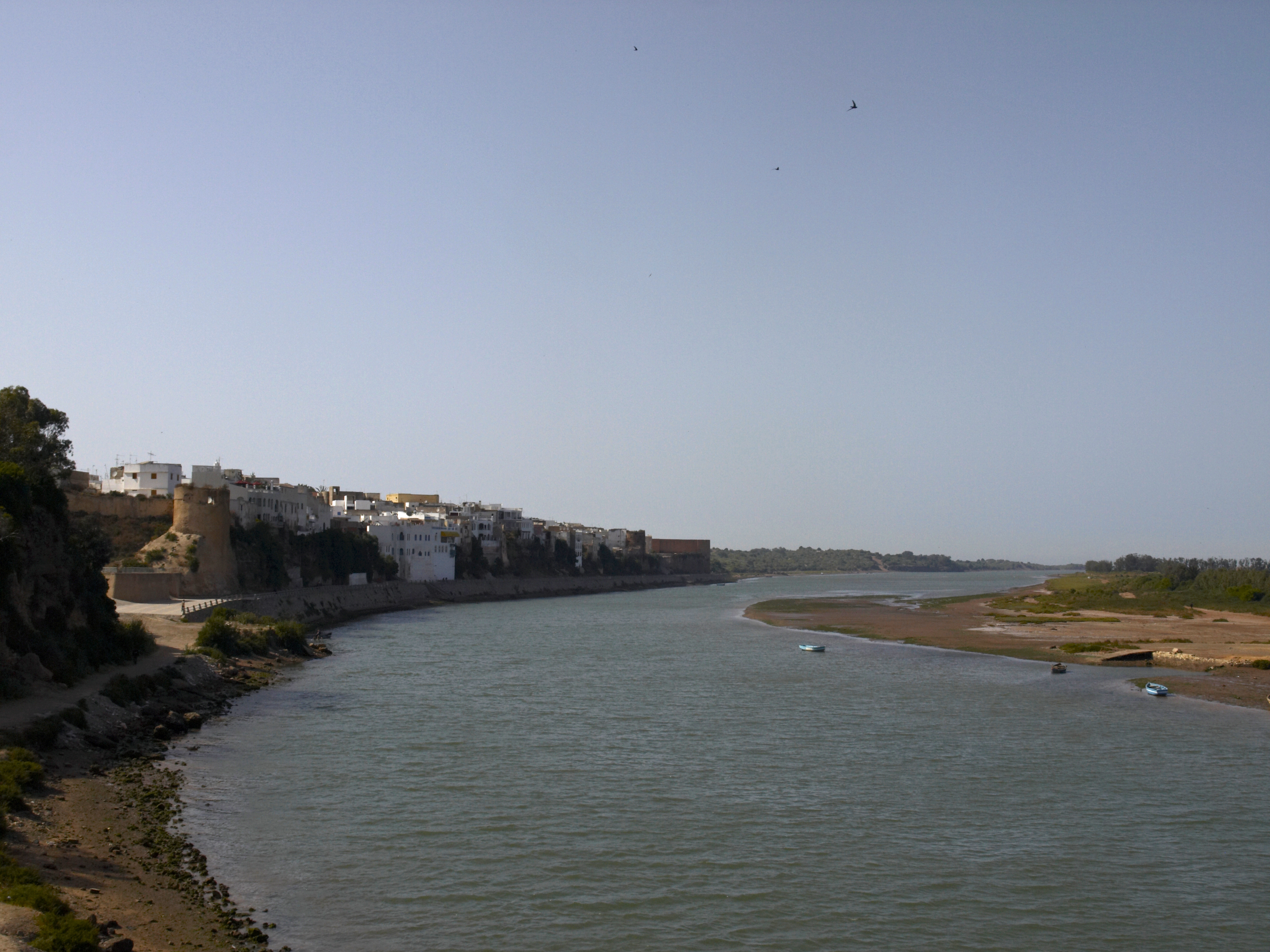
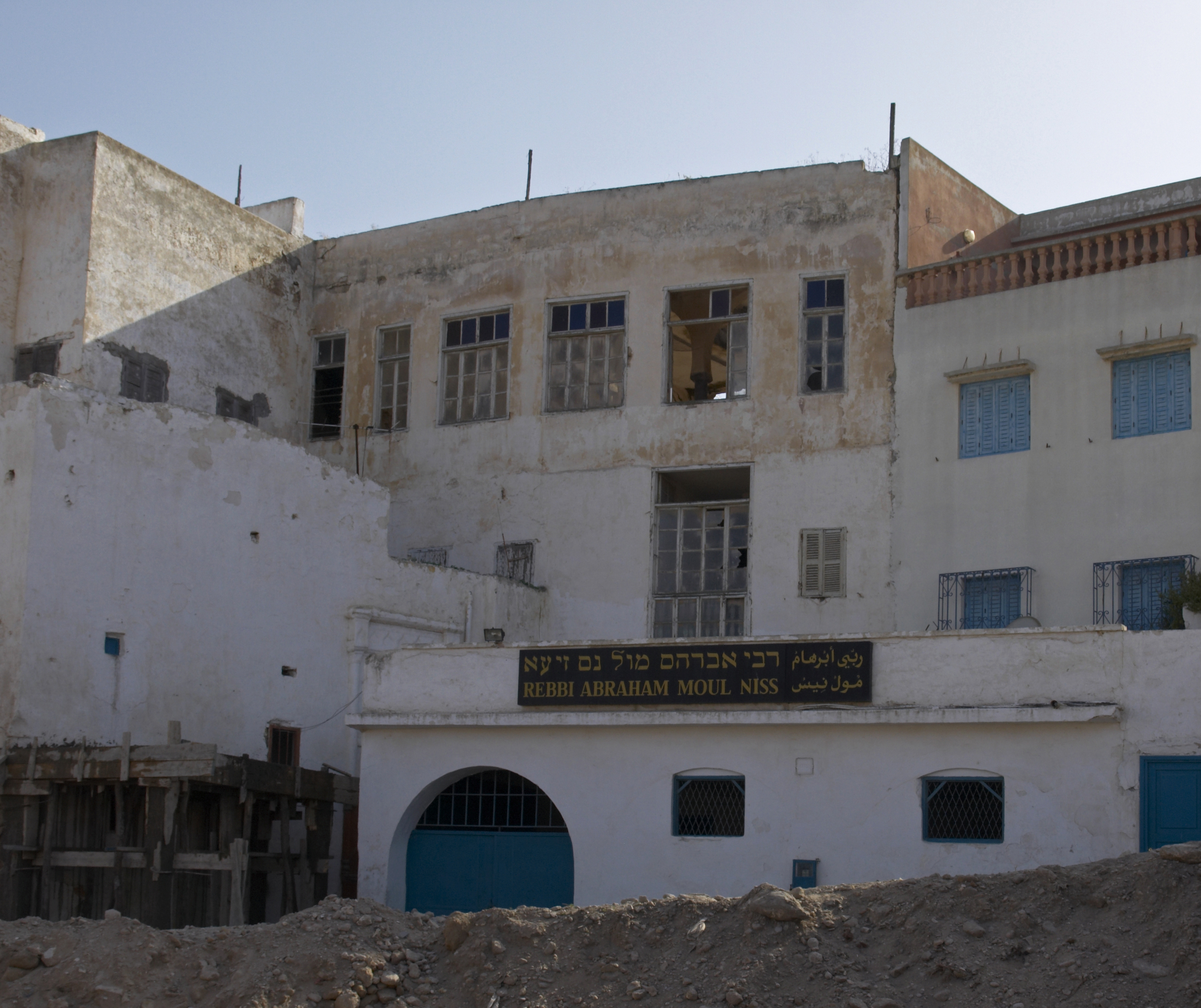
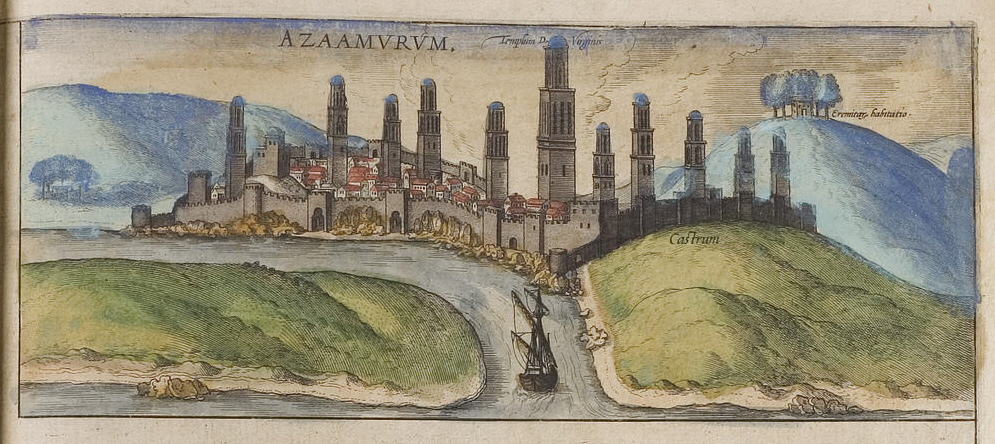
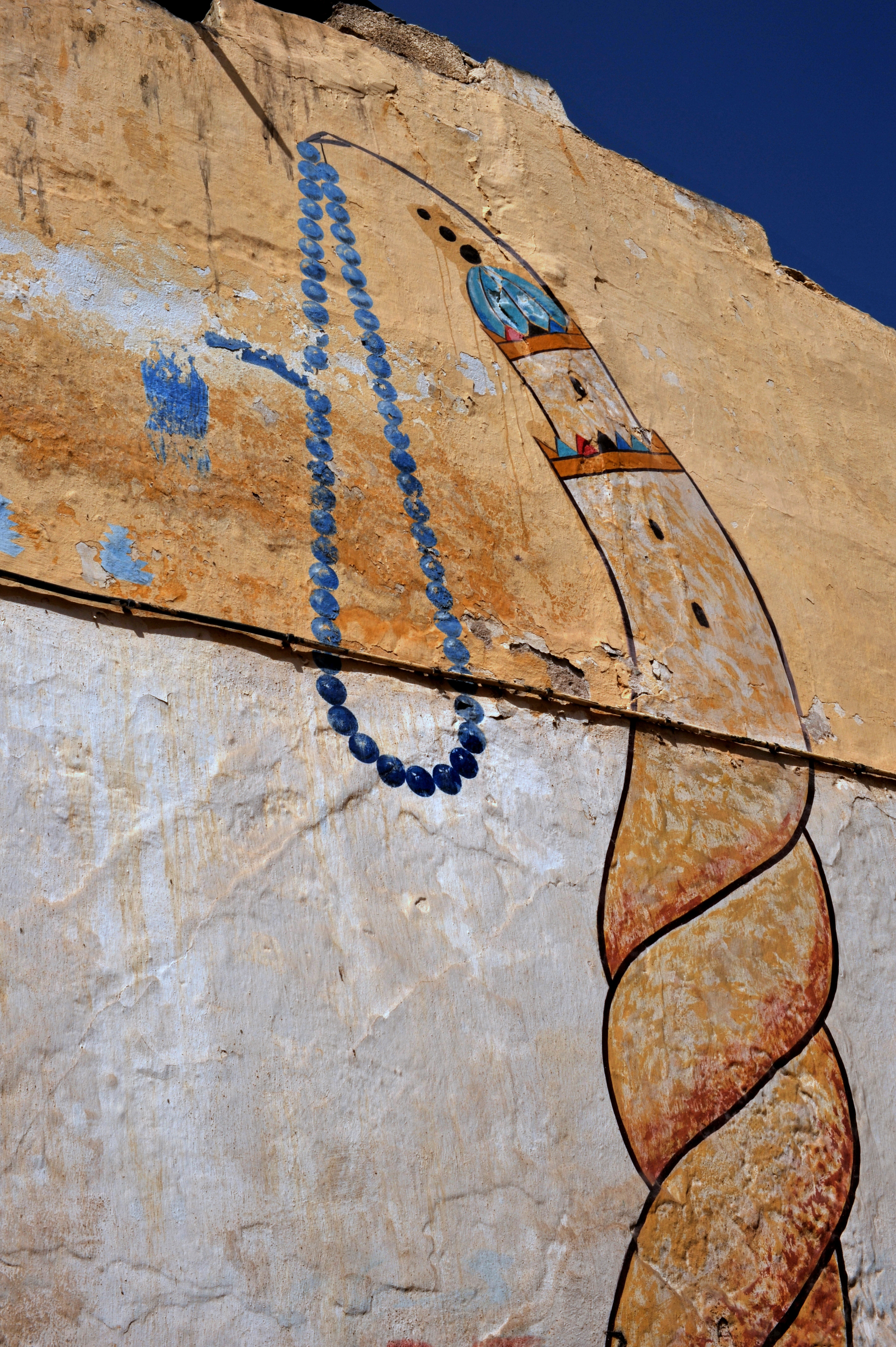